# Kasteel Hoensbroek

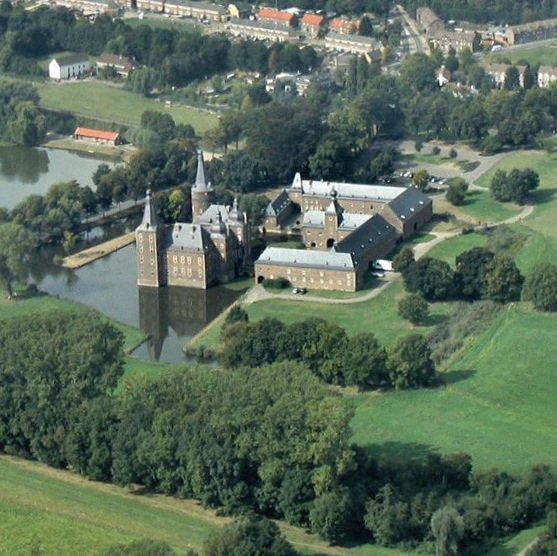
Luchtfoto

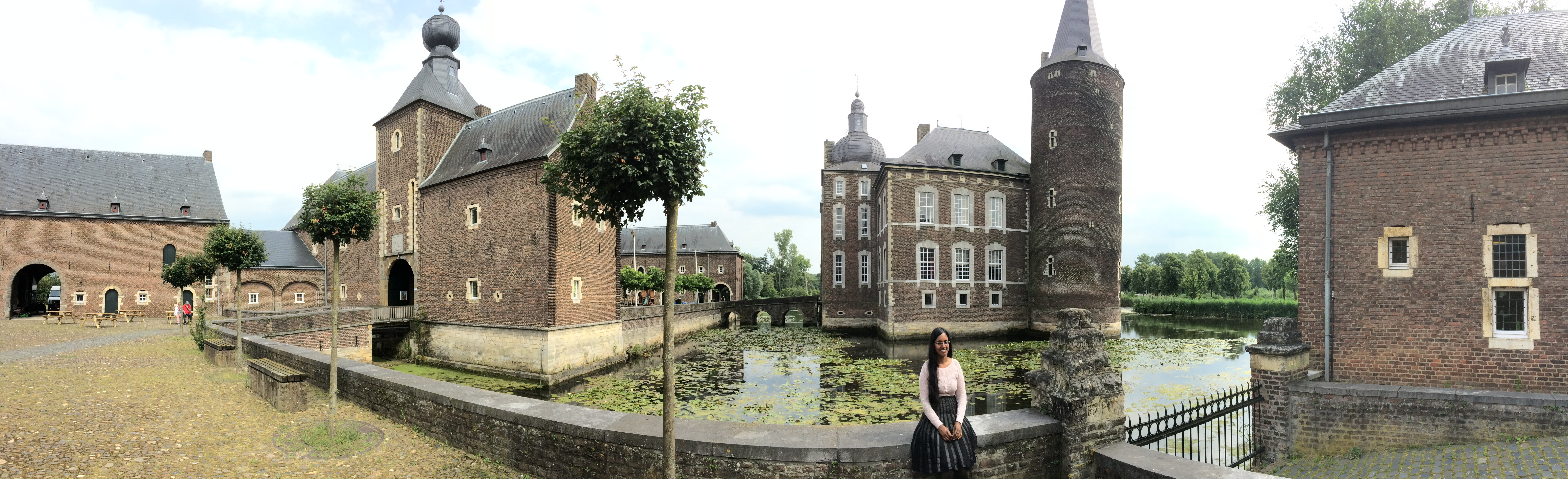
Panorama van het kasteel

Kasteel Hoensbroek of  Gebrookhoes (Kasteel Gebrook) is een van de grootste kastelen van Nederland. Het oudste gedeelte van het kasteel, met name de hoge ronde toren, dateert van rond 1360, toen Herman Hoen het verbouwde. In 1225 was er in dit moeras (of gebrook) al een voorloper, een zogeheten motte-burcht. In 1250 werd op de plaats van het huidige kasteel een versterkt huis gebouwd. Vanwege zijn voor Limburg zeer strategische ligging aan de belangrijke handelsroutes naar Maastricht, Aken en Keulen werd het kasteel in opeenvolgende fasen uitgebouwd tot de grootste burcht tussen Maas en Rijn. Het bevat 67 zalen, vertrekken en ruimtes.
Samen met het Thermenmuseum maakt het kasteel deel uit van Historisch GOUD, het erfgoedbedrijf van de gemeente Heerlen.

## Stichter en bewoners
De eerste heer van Hoensbroek was ridder Herman Hoen, naamgever van het kasteel (Herhoensbroeck), van de familie Hoen van den / tzo Broeck, later Hoen van Hoensbroeck en Van Hoensbroeck, en uiteindelijk ook van de latere plaats Hoensbroek. Herman werd vanwege zijn hulp in de strijd tegen Gulik en Gelre in 1388 door hertogin Johanna van Brabant beloond met de heerlijkheid Gebrook, Gebroek, Ingenbrouck (Broek, 'moeras'), dat van het grondgebied van Heerlen werd afgescheiden.
Bijna zes eeuwen was het kasteel het stamslot van de ridders Hoen van den Broeck, de rijksbaron, en de rijksgraven en markiezen Van en tot Hoensbroeck. De familie Van Hoensbroeck verliet het kasteel eind 18e eeuw, waarmee het kasteel in verval raakte. Graaf Frans Lothar verkocht het in 1927 aan de huidige eigenaar, de stichting 'Ave Rex Christe'. Tussen 1930 en 1940 werd het grondig gerestaureerd onder architect Nic. Ramakers. Van 1951 tot 1973 heeft schrijver-dichter Bertus Aafjes in een deel van het slotgebouw gewoond. In de periode van 1986 tot 1989 heeft opnieuw een restauratie plaatsgevonden. Het kasteel wordt nu door de gemeente gehuurd en gebruikt als museum. In 2021 werd aan het museum de BankGiro Loterij Museumprijs toegekend.

## Het complex
In de loop der eeuwen is het kasteel drie keer flink verbouwd en vergroot. De verschillende bouwstijlen uit de diverse eeuwen (14e, 17e en 18e) zijn duidelijk van elkaar te onderscheiden. Het complex is omgracht en heeft vier vleugels rond een rechthoekige binnenplaats. Het hoofdgebouw is over een brug bereikbaar. Het bezit twee gelijke, tamelijk gedrongen, vierkante torens met uivormige spitsen ter weerszijden van de ingang, en twee hogere en zwaardere, half-losstaande hoektorens van ongelijke vorm aan de achterzijde, met een hoge, ronde rechts en een lagere, vierkante links, beide voorzien van flinke, ranke spitsen. Het is vooral dat imposante achterfront, aan drie zijden in een breed water gelegen, dat het kasteel zijn volle allure verleent. De oppervlakte van kasteel Hoensbroek is ongeveer 50 bij 60 meter, dus 3000 m².
De voorburchten (voorhof en nederhof) zijn beide U-vormig en omsluiten twee grote binnenpleinen. Het huidige cachet van Kasteel Hoensbroek ontstond door de carrévormige bebouwing rondom het kleinere, derde binnenplein. Zij dateert hoofdzakelijk van circa 1640 tot 1660, en is uitgevoerd in Maaslandse renaissancestijl, naar ontwerpen van Matthieu Dousin uit Wezet. Deze her- en nieuwbouw geschiedde in opdracht van Adriaan baron Hoen van Hoensbroek, erfmaarschalk van het hertogdom Gelre en meestal residerend op Schloss Haag bij Geldern. Het 17e-eeuwse slotgebouw beslaat driekwart van het gehele complex. De eetzaal en enkele andere vertrekken bevatten schouwen uit circa 1650. In deze vleugel bevindt zich ook de geheime kamer, achter een boekenkast.
Van 1720 tot 1722 liet Frans Arnold Rijksgraaf van Hoensbroek een volgende ingrijpende verbouwing uitvoeren, waarbij de vernieuwde noordwestelijke vleugel tot stand kwam. De inrichting met onder meer de ridderzaal en in twee vertrekken schouwen en fraaie illusionistische plafondschilderingen uit de 18e eeuw, getuigt van Franse invloed.
Zoon Lotharius Frans was de laatste heer van Hoensbroek (1759-1794) die het kasteel daadwerkelijk bewoonde, tot 1787, nog net voor de Franse Revolutie.

## Onderscheidingen
- 2021 - VriendenLoterij Museumprijs